# South Patrick Shores
South Patrick Shores es un lugar designado por el censo ubicado en el condado de Brevard en el estado estadounidense de Florida. En el Censo de 2010 tenía una población de 5.875 habitantes y una densidad poblacional de 794,8 personas por km².

## Geografía
South Patrick Shores se encuentra ubicado en las coordenadas 28°11′47″N 80°36′47″O / 28.19639, -80.61306. Según la Oficina del Censo de los Estados Unidos, South Patrick Shores tiene una superficie total de 7.39 km², de la cual 3.75 km² corresponden a tierra firme y (49.33%) 3.65 km² es agua.

## Demografía
Según el censo de 2010, había 5.875 personas residiendo en South Patrick Shores. La densidad de población era de 794,8 hab./km². De los 5.875 habitantes, South Patrick Shores estaba compuesto por el 92.83% blancos, el 1.41% eran afroamericanos, el 0.46% eran amerindios, el 2.26% eran asiáticos, el 0.05% eran isleños del Pacífico, el 0.87% eran de otras razas y el 2.11% pertenecían a dos o más razas. Del total de la población el 5.06% eran hispanos o latinos de cualquier raza.